# 阿道夫·迪克曼

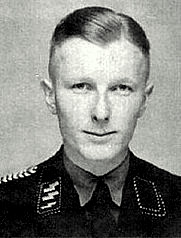

阿道夫·魯道夫·萊茵霍爾德·迪克曼（Adolf Rudolf Reinhold Diekmann）（1914年12月18日—1944年6月29日）。第二次世界大戰中的德國黨衛軍少校軍官。1944年6月諾曼底戰役打響之後，他奉命率領黨衛軍第二師從法國南部北上馳援諾曼底戰區的德軍，在經過奥拉杜爾村鎮附近時，遭到法國抵抗組織的伏擊。在擊潰抵抗組織之後，爲了對此報復，6月10日，在他的指揮下，該黨衛軍師團對該村鎮的居民進行了駭人聽聞的“奥拉杜爾大屠殺”，包括婦女兒童在内的642名村民在這次大屠殺中遇害。阿道夫·迪克曼在這之後的諾曼底戰場中陣亡。